# Odontocera fasciata
Odontocera fasciata är en skalbaggsart som först beskrevs av Olivier 1795. Odontocera fasciata ingår i släktet Odontocera och familjen långhorningar.
Artens utbredningsområde är:
- Costa Rica.
- Guyana.
- Nicaragua.
- Panama.
- Surinam.

Inga underarter finns listade i Catalogue of Life.